# Дейр ел-Бахри
Дейр ел-Бахри (арабски, دير البحري, означава буквално „Северен манастир“) е комплекс от древноегипетски погребални храмове и гробници, разположени на западния бряг на Нил срещу гр. Луксор.
Първият монумент, построен там, е погребалният храм на Ментухотеп II от XI династия. През управлението на XVIII династия там строят интензивно Аменхотеп I и Хатшепсут.